# Terra (Le luci della centrale elettrica)
| Recensione       | Giudizio |
| ---------------- | -------- |
| NoteVerticali.it |          |

Terra è il quarto e
ultimo album in studio del progetto musicale Le luci della centrale elettrica del cantautore italiano Vasco Brondi. Il disco è stato pubblicato il 3 marzo 2017. Si tratta del primo disco prodotto sotto la sua etichetta Cara Catastrofe anziché la storica La Tempesta Dischi.

## Copertina del disco
La copertina e le visual nelle clip audio pubblicate sul canale YouTube del cantautore ritraggono le "Seven Magic Mountains", un'installazione artistica di Ugo Rondinone nel deserto del Nevada costituita da pile di massi di vari colori.

## Tracce
Testi e musiche sono di Vasco Brondi, eccetto dove indicato.
1. A forma di fulmine – 3:54 (testo: Vasco Brondi – musica: Vasco Brondi, Federico Dragogna e Riccardo Onori)
2. Qui – 3:19 (testo: Vasco Brondi – musica: Vasco Brondi, Federico Dragogna e Riccardo Onori)
3. Coprifuoco – 4:22
4. Nel profondo Veneto – 3:21
5. Waltz degli scafisti – 3:59
6. Iperconnessi – 4:12 (testo: Vasco Brondi – musica: Vasco Brondi, Federico Dragogna e Riccardo Maria Lampugnani)
7. Chakra – 3:53
8. Stelle marine – 3:32 (testo: Vasco Brondi – musica: Vasco Brondi, Federico Dragogna e Riccardo Onori)
9. Moscerini – 3:20 (testo: Vasco Brondi – musica: Vasco Brondi, Federico Dragogna)
10. Viaggi disorganizzati – 2:42 (testo: Vasco Brondi – musica: Vasco Brondi, Federico Dragogna)

Durata totale: 36:34

## Formazione
- Vasco Brondi - voce, chitarra acustica
- Federico Dragogna - chitarra elettrica, chitarra acustica, chitarra classica, cajon, programmazione, sintetizzatore, pianoforte, tabla, cori
- Daniel Plentz - percussioni
- Rodrigo D'Erasmo - violino (tracce 6, 7, 8)
- Enea Bardi - basso (tracce 1, 2, 3, 4, 5, 10)
- Riccardo Onori - chitarra elettrica, chitarra acustica (tracce 1, 8)
- Daniela Savoldi - violoncello (tracce 5, 7, 8, 9, 10)
- Giorgia D'Eraclea - cori (tracce 4, 7, 9)
- Marco Ulcigrai - cori (traccia 2)
- Giulia Puntel - cori (traccia 3)
- Riccardo "Antiteq" Corleone - programmazione (traccia 6)
- Tommaso Fiorini - contrabbasso (traccia 8)

## Andamento nella classifica italiana degli album
Formato Album
| Posizione | 4     | 16    |
| Fonti     | [ 3 ] | [ 4 ] |

Formato Vinile
| Posizione | 2     | 9     |
| Fonti     | [ 5 ] | [ 6 ] |